# Siqueira Campos, Paraná
Siqueira Campos este un oraș în Paraná (PR), Brazilia.